# Profissional da área da saúde
O profissional da área da saúde é uma pessoa que trabalha em uma profissão relacionada às ciências da saúde.

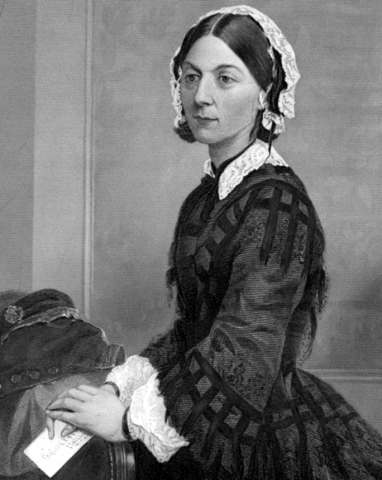
Enfermeira.

## Profissionais
Atualmente a profissão médica deixou de ser a peça central da saúde, passando a existir o conceito de saúde pela multidisciplinaridade, interdisciplinaridade e transdisciplinaridade. A experimentação com os papéis da atenção primária ampliados para estes outros profissionais recebeu impulso pelo movimento dos médicos de pés descalços na China depois da revolução de 1949 e pelo treinamento de enfermeiros e assistentes médicos nos Estados Unidos iniciando nos anos de 1960 e 1970.

## Principais profissões de saúde
- Médico
- Farmacêutico (Farmaceuta)
- Odontólogo (Dentista)
- Optometrista
- Assistente Social
- Médico Veterinário (Veterinário)
- Enfermeiro
- Psicólogo
- Nutricionista
- Fisioterapeuta
- Terapeuta Ocupacional
- Biólogo
- Biomédico
- Fonoaudiólogo
- Educador Físico
- Técnico em Enfermagem
- Técnico em Saneamento
- Técnico em Nutrição Dietética
- Técnico em Prótese Dentária (Protético)
- Ortoprotésico
- Paramédico (Socorrista)
- Técnico em Análises Clínicas
- Técnico em Optometria (Optometrista)
- Técnico em Ortóptica (Ortoptista)
- Técnico em Radiologia
- Técnico em Saúde Bucal
- Técnico em Segurança do Trabalho

(*) Atualmente no Brasil a CBO – Classificação Brasileira de Ocupações inclui 38 profissões de saúde. A lista profissões credenciadas ao SUS abrange cerca de 70 ou mais profissões, incluindo as especialidades.